# Séquence SDP
 (juillet 2014).
Séquence (également appelée Séquence Sdp ou Séquence Productions) est une société de production télévisuelle basée à Lyon et à Paris, spécialisée dans la conception et production d'émissions télévisées, le tournage de concerts, de DVD musicaux et la réalisation de documentaires de création.

## Programmes
- La Musicale, une émission de 90 minutes, diffusée sur Canal+ et présentée par Emma de Caunes
- Party At Home (Production exécutive), une émission mensuelle de concert en appartement diffusée sur MCM depuis septembre 2009.
- Les Virgin 17 Sessions (succédant aux Trabendo Sessions et Street Sessions à partir de 2009), des concerts privés diffusés sur Virgin 17 depuis 2005.
- Magazines Cap Infos présenté par Philippe Meirieu et Yves Grellier et Allée de l'Enfance présenté par Aude Spilmont, diffusés sur la chaîne Cap Canal
- Nighting Eighties, une émission spéciale sur les années 1980 diffusée le 30 juillet 2009 sur Arte.
- Le Belattar Show, un talk show hebdomadaire diffusé le vendredi soir sur France 4 de février à juin 2009 et présenté par Yassine Belattar
- Daho Show, une émission spéciale réalisée avec Étienne Daho, diffusée en 2007 sur France 4
- Les Trophées du Hip-Hop, une émission diffusée en direct sur Virgin 17 et présentée par Yassine Belattar

## DVD musicaux et concerts
- Alain Bashung, Bashung à l'Olympia, 2009 - élu « DVD musical de l'année » aux Victoires de la musique en 2010[1]
- Étienne Daho, Daho, Pleyel, Paris, 2009 - nommé dans la catégorie « DVD musical de l'année » aux Victoires de la musique en 2010[2]
- Enregistrements télévisés exclusifs au Main Square Festival d'Arras en 2009 : Lily Allen, Bloc Party, Kaiser Chiefs, Placebo...
- Christophe Maé, Comme à la Maison, 2008 - nommé dans la catégorie « DVD musical de l'année » aux Victoires de la musique en 2009[3]
- Tiken Jah Fakoly, Live au Zénith de Paris, 2008
- Étienne Daho, L'invitation, 2007
- Dionysos, Monsters in live, 2007 - nommé dans la catégorie « DVD musical de l'année » aux Victoires de la musique en 2008
- Cali, La vie ne suffit pas, 2006
- Bernard Lavilliers, Escale au Grand Rex, 2005
- Dave Gahan, Live Monsters, 2004
- Nick Cave and the Bad Seeds, God is in the house, 2001
- Enregistrements exclusifs sur les Eurockéennes de Belfort depuis 1999 pour la télévision : Radiohead, Amy Winehouse, Arcade Fire, The Hives, The Gossip, Moby, Cypress Hill, Peter Doherty...